# Walsdorf (Baviera)
Walsdorf è un comune tedesco di 2 623 abitanti, situato nel land della Baviera.